# Uma data que viverá na infâmia
O discurso do "Dia da Infâmia", às vezes referido apenas como "O discurso da infâmia", foi proferido por Franklin D. Roosevelt, o 32º presidente dos Estados Unidos, em uma sessão conjunta do Congresso em 8 de dezembro de 1941. No dia anterior, o Império do Japão atacou as bases militares dos Estados Unidos em Pearl Harbor, no Havaí e nas Filipinas, e declarou guerra aos Estados Unidos e ao Império Britânico.
O discurso é conhecido por sua primeira linha: "Ontem, 7 de dezembro de 1941 - uma data que viverá na infâmia...".

## Antecedentes
No domingo, 7 de dezembro de 1941, a base naval americana em Pearl Harbor, no território do Havaí, foi atacada por 353 aeronaves do Serviço Aéreo da Marinha Imperial Japonesa em um ataque militar surpresa, destruindo vários navios e aeronaves norte-americanas e matando mais de 2 400 civis e militares. pessoal. Depois de consultar seu gabinete, Roosevelt decidiu fazer um discurso antes da sessão conjunta do Congresso no dia seguinte.

## O discurso
Foi redigido para reforçar seu retrato dos Estados Unidos como uma vítima da agressão japonesa não provocada e apelou ao patriotismo em vez do idealismo. Roosevelt empregou a ideia de kairos, que se refere a falar prontamente. Isso tornou o discurso poderoso e retoricamente importante. De acordo com a autora Sandra Silberstein, o discurso de Roosevelt seguiu uma tradição bem estabelecida de como "por meio de convenções retóricas, os presidentes assumem poderes extraordinários como comandante-em-chefe, a dissidência é minimizada, os inimigos são vilipendiados e vidas são perdidas na defesa de uma nação uma vez novamente unidos sob Deus". 
O discurso teve uma resposta positiva imediata e impacto duradouro. É um dos discursos mais famosos da política americana. Foi transmitido ao vivo pelo rádio e atraiu a maior audiência da história do rádio americano, com mais de 81% das pessoas sintonizando para ouvir o discurso. Logo após o discurso, o Congresso quase por unanimidade declarou guerra contra o Japão, entrando formalmente na Segunda Guerra Mundial. Mais tarde, a Casa Branca recebeu vários telegramas elogiando a posição de Roosevelt. O discurso já foi usado em vários filmes. A descrição de Roosevelt de 7 de dezembro de 1941, como "uma data que viverá na infâmia", foi comparada com 22 de novembro de 1963, o assassinato de John F. Kennedy, os ataques terroristas de 11 de setembro, e 6 de janeiro de 2021, a invasão do Capitólio dos Estados Unidos.